# 灣鏢鱸
灣鏢鱸為輻鰭魚綱鱸形目鱸亞目河鱸科的其中一種，分布於美國密西西比河及Ochlockonee河流域，體長可達7.8公分，棲息在植被生長、水淺的礫石底質溪流，屬肉食性，以昆蟲為食。